# Elina Hietamäki
Anna Elina Hietamäki (* 20. Juli 1976 in Oulu als Elina Pienimäki) ist eine ehemalige finnische Skilangläuferin.

## Werdegang
Hietamäki trat international erstmals bei den Europäischen Olympischen Winter-Jugendtagen 1993 in Aosta in Erscheinung. Dort gewann sie die Goldmedaille über 5 km klassisch. Im Weltcup debütierte sie im Januar 1995 in Lahti und errang dabei den 44. Platz über 10 km klassisch. Im folgenden Jahr holte sie bei den Junioren-Weltmeisterschaften in Asiago die Bronzemedaille mit der Staffel. Zudem lief sie dort auf den 28. Platz über 15 km Freistil und auf den sechsten Rang über 5 km klassisch. Im Dezember 1997 gewann sie in Meråker über 5 km Freistil ihr einziges Rennen im Continental-Cup und erreichte in der Saison 1998/99 in Mailand mit Platz zehn im Sprint ihre erste Top-Zehn-Platzierung im Weltcup und holte damit zugleich ihre ersten Weltcuppunkte. In der Saison 2000/01 kam sie zweimal unter den ersten Zehn, darunter Platz vier im Sprint in Nové Město und errang damit den 31. Platz im Gesamtweltcup und den zehnten Rang im Sprintweltcup. Beim Saisonhöhepunkt, den Weltmeisterschaften 2001 in Lahti, wurde sie Achte im Sprint. In der folgenden Saison belegte sie den 33. Platz im Gesamtweltcup und den 12. Rang im Sprintweltcup. Ihr bestes Resultat dabei war der fünfte Platz im Sprint in Salzburg. Bei den Olympischen Winterspielen 2002 in Salt Lake City lief sie auf den 40. Platz in der Doppelverfolgung und auf den 14. Rang im Sprint. Nach Platz 16 im in Düsseldorf und Rang 23 über 5 km Freistil in Kiruna zu Beginn der Saison 2002/03, kam sie in Clusone und in Cogne mit Platz zehn und neun im Sprint zweimal in die Top Zehn und erreichte in Nové Město mit Platz drei in der Staffel ihre erste Podestplatzierung im Weltcup. Beim Saisonhöhepunkt, den Weltmeisterschaften 2003 im Val di Fiemme, lief sie auf den 23. Platz im Skiathlon und auf den 19. Rang im Sprint. Die Saison beendete sie auf dem 37. Platz im Gesamtweltcup. Ihre beste Weltcupsaison absolvierte sie in der Saison 2003/04. Dabei kam sie fünfmal unter die ersten Zehn und errang damit den 19. Platz im Gesamtweltcup und den fünften Platz im Sprintweltcup. Zudem erreichte sie in Drammen und in Pragelato mit jeweils Platz drei im Sprint ihre einzigen Podestplatzierungen im Weltcupeinzel und in Lahti zusammen mit Pirjo Muranen den zweiten Rang im Teamsprint. Nachdem sie in der Saison 2004/05 wegen ihrer Schwangerschaft und der Geburt ihrer Tochter pausierte, lief sie in der Saison 2005/06 ihre letzten vier Weltcuprennen. Bei den Olympischen Winterspielen 2006 in Turin belegte sie den 42. Platz im Sprint und den 33. Rang im Skiathlon.

## Erfolge

### Teilnahmen an Weltmeisterschaften und Olympischen Winterspielen

#### Olympische Spiele
- 2002 Salt Lake City: 14. Platz Sprint Freistil, 40. Platz 10 km Doppelverfolgung
- 2006 Turin: 33. Platz 15 km Skiathlon, 42. Platz Sprint Freistil

#### Nordische Skiweltmeisterschaften
- 2001 Lahti: 8. Platz Sprint Freistil
- 2003 Val di Fiemme: 19. Platz Sprint Freistil, 23. Platz 10 km Skiathlon

### Siege bei Continental-Cup-Rennen
| Nr. | Datum             | Ort     | Disziplin     | Serie           |
| --- | ----------------- | ------- | ------------- | --------------- |
| 1.  | 13. Dezember 1997 | Meråker | 5 km Freistil | Continental-Cup |

### Weltcup-Gesamtplatzierungen
| Saison    | Gesamt | Gesamt | Distanz | Distanz | Sprint | Sprint |
| Saison    | Punkte | Platz  | Punkte  | Platz   | Punkte | Platz  |
| --------- | ------ | ------ | ------- | ------- | ------ | ------ |
| 1998/99   | 26     | 51.    | –       | –       | 105    | 23.    |
| 1999/2000 | 37     | 49.    | –       | –       | 37     | 31.    |
| 2000/01   | 115    | 31.    | –       | –       | 136    | 10.    |
| 2001/02   | 124    | 33.    | –       | –       | 148    | 12.    |
| 2002/03   | 103    | 37.    | –       | –       | 88     | 25.    |
| 2003/04   | 282    | 19.    | 14      | 62.     | 268    | 5.     |
| 2005/06   | 23     | 74.    | 14      | 64.     | 9      | 64.    |